# B4ü Bay 29
Der B4ü Bay 29 war ein Drehgestell-Durchgangswagen mit offenem Mittelgang, der als letzte Entwicklung der Gruppenverwaltung Bayern zum Einsatz im Sonderverkehr auf der Mittenwaldbahn gebaut wurde. Er führte nur die 2. Klasse.

## Beschaffung
Zwischen 1929 und 1930 beschaffte die Gruppenverwaltung Bayern insgesamt 13 Wagen der Gattungen B4ü und C4ü für den Verkehr auf der Strecke München-Garmisch-Partenkirchen und Innsbruck. Dazu kamen noch 8 Wagen der Bauart Pw4ü(k)-29 die aus einer Serie von 120 Wagen der genieteten Einheitsschnellzugwagen entnommen wurden und Küchenabteile erhielten. Die Wagen wurden speziell für die Bedürfnisse des Touristikverkehrs angepasst. So hatten sie eine elektrische Zugheizung, einen Mittelgang, Bewirtschaftung und eine Sonderlackierung. Insgesamt 5 Wagen des Typ B4ü wurden bei dem Hersteller MAN beschafft. Im Vorlauf zur Winterolympiade 1936 wurden zwischen 1932 und 1933 weitere 34 Wagen beschafft.

## Verbleib
Nach Einstellung der Sonder- und Touristikverkehre 1939 verloren die Wagen ihre Sonderlackierung und wurden in den normalen Beförderungsdienst eingestellt. Ein Teil der Wagen kam auch noch zur Bundesbahn, wo sie bis 1970 ausgemustert wurden.

## Konstruktive Merkmale

### Untergestell
Das Untergestell der Wagen war komplett aus Walzprofilen genietet. Die Pufferbohlen waren ebenfalls komplett aus Walzprofilen aufgebaut. Als Zugeinrichtung hatten die Wagen Schraubenkupplungen mit Sicherheitshaken nach VDEV, die Zugstange war durchgehend und mittig gefedert. Als Stoßeinrichtung besaßen die Wagen Hülsenpuffer mit einer Einbaulänge von 650 mm, die Pufferteller hatten einen Durchmesser von 370 mm.

### Laufwerk
Die Wagen hatten Drehgestelle bayerischer Bauart mit langem Radstand von 3.000 mm mit aus Blechen und Winkeln genietetem Rahmen. Die Drehgestelle wurden ca. 1932 gegen solche der Bauart Görlitz II(leicht) getauscht. Gelagert waren die Achsen in Gleitachslagern nach DWV. Die Handbremsen befanden jeweils im geschlossenen Übergang an einem Wagenende. Alle Wagen waren mit mehrlösigen, selbsttätigen Einkammer-Druckluftbremsen mit Schnellwirkung ausgestattet.

### Wagenkasten
Das Wagenkastengerippe bestand aus einem Ständerwerk aus Walzprofilen. Da die Wagen nur mit geringeren Geschwindigkeiten gefahren wurden, hatten die Profile etwas geringere Querschnitte. Es war außen mit Blech und innen mit Holz erkleidet. Die Seitenwände waren glatt und bis über die äußeren Längsträger heruntergezogen. Die Wagen besaßen ein Tonnendach der süddeutschen Bauart ohne Oberlichtaufbau. Der Innenraum war in insgesamt zwei unterschiedlich große Abteile aufgeteilt (Raucher und Nichtraucher), zum einen mit 20 Sitzen, zum anderen mit 26 Sitzen.

### Ausstattung
An beiden Wagenenden befanden sich Aborte, die mit Waschgelegenheiten kombiniert waren. Die Frischwasserversorgung erfolgte durch über den Toiletten im Dach eingebaute Tanks. Die Sitzplätze waren in einer Anordnung wie bei Aussichtswagen und bestanden aus gepolsterten Sitzbänken und Sitzen.
Zur Beheizung verfügten die Wagen über sowohl über eine Dampfheizung als auch eine elektrische Heizung. Die Belüftung erfolgte durch einen Luftkanal im Dach und damit verbundenen statischen Lüfter bzw. über die versenkbaren Fenster.
Die Beleuchtung der Wagen der erfolgte durch elektrische Glühlampen.
Die Sonderlackierung bestand zunächst aus einem Fensterband in „bayerischem“ Brillantblau (RAL 5007) und dazu den restlichen Wagenkasten in Schwarzblau (RAL 5004). Der Wagenkasten war zusätzlich mit goldfarbenen Zierlinien eingefasst. Ab 1932 – mit Einführung der zweiten Beschaffungsserie im Vorlauf zur Winterolympiade 1936 – wurde das Fensterband in Beige (RAL 1001) ausgeführt.

## Skizzen, Musterblätter, Fotos

Ansicht zu DRG Skizze von 1930
Werksfoto MAN zu B4ü Bay 29

## Wagennummern
Die Daten sind den im untenstehenden Literaturnachweis aufgeführten Veröffentlichungen entnommen.
| Blatt-Nr. Herstelld.         | Blatt-Nr. Herstelld.         | Blatt-Nr. Herstelld.         | Gattungszeichen je Epoche Wagennummern je Epoche | Gattungszeichen je Epoche Wagennummern je Epoche | Gattungszeichen je Epoche Wagennummern je Epoche | Gattungszeichen je Epoche Wagennummern je Epoche | Gattungszeichen je Epoche Wagennummern je Epoche | Gattungszeichen je Epoche Wagennummern je Epoche | Fahrwerk / Ausstattung (siehe jeweilige Legende) | Fahrwerk / Ausstattung (siehe jeweilige Legende) | Fahrwerk / Ausstattung (siehe jeweilige Legende) | Fahrwerk / Ausstattung (siehe jeweilige Legende) | Fahrwerk / Ausstattung (siehe jeweilige Legende) | Fahrwerk / Ausstattung (siehe jeweilige Legende) | Fahrwerk / Ausstattung (siehe jeweilige Legende) | Fahrwerk / Ausstattung (siehe jeweilige Legende) | Fahrwerk / Ausstattung (siehe jeweilige Legende) | Fahrwerk / Ausstattung (siehe jeweilige Legende) | Fahrwerk / Ausstattung (siehe jeweilige Legende) | Fahrwerk / Ausstattung (siehe jeweilige Legende) | Fahrwerk / Ausstattung (siehe jeweilige Legende) | Fahrwerk / Ausstattung (siehe jeweilige Legende) | Zusatzinfos |
| Bau- jahr                    | Her- steller                 | An- zahl                     | DRG (ab 1930)                                    | DRG n. Umbau                                     | DB EP III                                        | DB EP IV                                         | Ausge- mustert                                   | letzt. Heimat-Bf.                                | Anz. Ach- sen                                    | LüP (mm)                                         | Unt. Gest.                                       | LA.                                              | Brem- sen                                        | Bl.                                              | Hz.                                              | Art u.Anz. Abteile (Sitze je Klasse)             | Art u.Anz. Abteile (Sitze je Klasse)             | Art u.Anz. Abteile (Sitze je Klasse)             | Art u.Anz. Abteile (Sitze je Klasse)             | Art u.Anz. Abteile (Sitze je Klasse)             | Mil.                                             | Mil.                                             | Bemerkung   |
| Blatt-Nr. aus WV von Gattung | Blatt-Nr. aus WV von Gattung | Blatt-Nr. aus WV von Gattung | 1930 B4ü Bay 29                                  |                                                  | 1950 A4y 29b                                     | 1970 Aye602                                      |                                                  |                                                  |                                                  | (siehe jeweilige Legende)                        | (siehe jeweilige Legende)                        | (siehe jeweilige Legende)                        | (siehe jeweilige Legende)                        | (siehe jeweilige Legende)                        | (siehe jeweilige Legende)                        | A                                                | 1.                                               | 2.                                               | 3.                                               | 4.                                               | O                                                | M                                                |             |
| ---------------------------- | ---------------------------- | ---------------------------- | ------------------------------------------------ | ------------------------------------------------ | ------------------------------------------------ | ------------------------------------------------ | ------------------------------------------------ | ------------------------------------------------ | ------------------------------------------------ | ------------------------------------------------ | ------------------------------------------------ | ------------------------------------------------ | ------------------------------------------------ | ------------------------------------------------ | ------------------------------------------------ | ------------------------------------------------ | ------------------------------------------------ | ------------------------------------------------ | ------------------------------------------------ | ------------------------------------------------ | ------------------------------------------------ | ------------------------------------------------ | ----------- |
| 1929                         | MAN                          | 5                            | 15 016 Mü                                        |                                                  |                                                  |                                                  |                                                  | München?                                         | 2                                                | 20.835                                           | E                                                |                                                  | Pl Kksbr                                         | El                                               | D El                                             | 2                                                |                                                  | 2 (46)                                           |                                                  |                                                  | 46                                               |                                                  |             |
| 1929                         | MAN                          | 5                            | 15 017 Mü                                        |                                                  |                                                  |                                                  |                                                  | München?                                         | 2                                                | 20.835                                           | E                                                |                                                  | Pl Kksbr                                         | El                                               | D El                                             | 2                                                |                                                  | 2 (46)                                           |                                                  |                                                  | 46                                               |                                                  |             |
| 1929                         | MAN                          | 5                            | 15 018 Mü                                        |                                                  |                                                  |                                                  |                                                  | München?                                         | 2                                                | 20.835                                           | E                                                |                                                  | Pl Kksbr                                         | El                                               | D El                                             | 2                                                |                                                  | 2 (46)                                           |                                                  |                                                  | 46                                               |                                                  |             |
| 1929                         | MAN                          | 5                            | 15 019 Mü                                        |                                                  |                                                  |                                                  |                                                  | München?                                         | 2                                                | 20.835                                           | E                                                |                                                  | Pl Kksbr                                         | El                                               | D El                                             | 2                                                |                                                  | 2 (46)                                           |                                                  |                                                  | 46                                               |                                                  |             |
| 1929                         | MAN                          | 5                            | 15 020 Mü                                        |                                                  |                                                  |                                                  |                                                  | München?                                         | 2                                                | 20.835                                           | E                                                |                                                  | Pl Kksbr                                         | El                                               | D El                                             | 2                                                |                                                  | 2 (46)                                           |                                                  |                                                  | 46                                               |                                                  |             |